# Going for the One (Lied)
Going for the One ist ein Lied der britischen Progressive-Rock-Band Yes, das die Gruppe 1977 auf deren achtem, gleichnamigem Studioalbum veröffentlichte.

## Hintergrund und Entstehung
Going for the One wurde ursprünglich von Yes-Sänger Jon Anderson etwa zwei oder drei Jahre vor der Aufnahme des Albums geschrieben. Er hatte der Gruppe das Lied zum Zeitpunkt des Schreibens bereits vorgestellt, aber die anderen Yes-Mitglieder entschieden sich gegen eine Aufnahme und das Lied wurde zunächst verworfen. Während der Studioarbeiten zwischen Herbst 1976 und Frühjahr 1977 entdeckte Bassist Chris Squire das Lied zufällig auf einer Kassette mit Demoaufnahmen wieder, die er eines Tages ins Studio mitbrachte, und nach einem weiteren Anhören der Demoversion waren alle Yes-Mitglieder schließlich doch der einvernehmlichen Meinung, dass das Lied eine weitere Ausarbeitung verdient hätte. Gitarrist Steve Howe spielt das gesamte Lied auf einer Pedal-Steel-Gitarre, die Einleitung improvisierte er dabei schon zuvor bei Konzertauftritten oder Soundchecks.
Die textliche Bedeutung von Going for the One wurde nach Aussage Andersons von verschiedenen Ideen inspiriert, darunter Sport, Pferderennen, ein Film, den er einmal gesehen hatte, in dem es darum ging, „mit einem dieser Schlauchboote den Grand Canyon hinunterzufahren“, und der „kosmische Geist“. Einige Jahre später bezeichnete er den Titel als „dynamisches Musikstück“, das im Repertoire der Band „unterschätzt und zu wenig gespielt“ worden sei.

## Veröffentlichung
Going for the One wurde erstmals am 12. Juli 1977 auf dem gleichnamigen Yes-Studioalbum veröffentlicht. Am 18. November des gleichen Jahres erschien das Lied auch als eigenständige, auf 3:40 Minuten editierte Single. Diese erschien in zwei Versionen: die normale 7″-Single enthielt auf der B-Seite einen 6-minütigen Ausschnitt der ebenfalls auf dem Album Going for the One enthaltenen, 15-minütigen Suite Awaken, während auf der B-Seite der 12″-Single das Lied Turn of the Century enthalten war. Auf der in Westdeutschland erschienenen Singleversion bildete Parallels die B-Seite.

## Chartplatzierungen
Going for the One konnte den Erfolg der Vorgängersingle Wonderous Stories nicht wiederholen und erreichte mit Rang 24 im Vereinigten Königreich einen moderaten Erfolg.
| \| ChartsChartplatzierungen \| Höchstplatzierung \| Wochen \| \| ------------------------------- \| ----------------- \| ------ \| \| Vereinigtes Königreich (OCC)[9] \| 24 (4 Wo.) \| 4 \| |                   |        |
| ChartsChartplatzierungen | Höchstplatzierung | Wochen |
| Vereinigtes Königreich (OCC) | 24 (4 Wo.)        | 4      |